# Mark Udall
Mark Udall (Tucson, 1950. július 18. –) az Amerikai Egyesült Államok Colorado államának szenátora.